# VfB 06/08 Remscheid
VfB 06/08 Remscheid is een Duitse sportclub uit de stad Remscheid, deelstaat Noordrijn-Westfalen. De club is actief in badminton, atletiek, gymnastiek, volleybal en worstelen. Van 1906 tot 1990 was de club ook actief in voetbal.

## Geschiedenis
De club werd op 9 februari 1906 opgericht als FC 1906 Remscheid. De club sloot zich aan bij de West-Duitse voetbalbond. In 1914 werd de club opgeheven en weer heropgericht in 1917 als VfB 06 Remscheid. De club speelde in de competitie van Bergisch-Mark, een van de vele hoogste klassen van de West-Duitse bond. Tijdens de Tweede Wereldoorlog fuseerde de club VfL Marathon 1928 Remscheid en werd zo VfB Marathon 06 Remscheid. In 1968 werd de club amateurkampioen.
In 1971 fuseerde de club met BV 08 Remscheid en werd zo VfB 06/08 Remscheid. Op 1 juli fuseerde de voetbalafdeling met BV 08 Lüttringhausen tot de nieuwe club FC Remscheid. VfB 06/08 bleef wel in andere sporten actief. Een aantal spelers richtten zelfs de nieuwe club VfB Marathon Remscheid 1990 op.

## Erelijst
Duits amateurkampioen
1968